# Schutblad (boek)

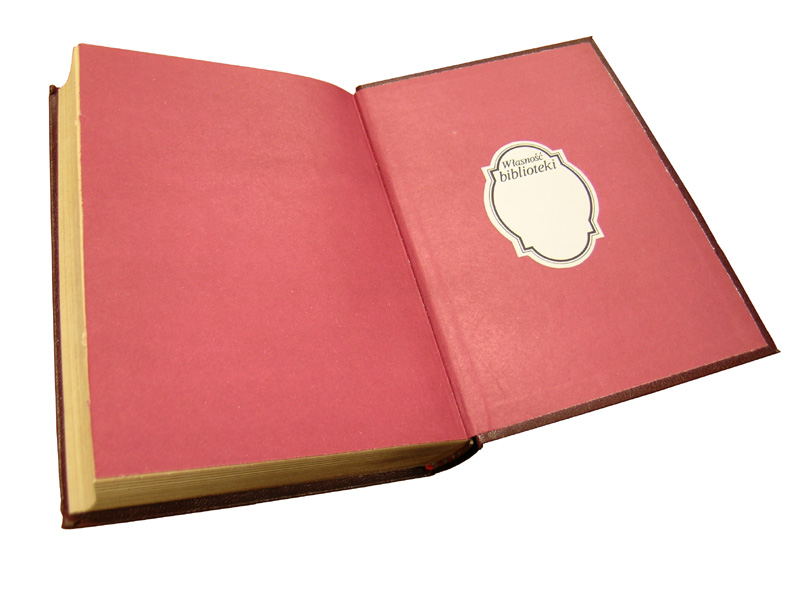

Een schutblad of schutvel is een vel papier dat het boekblok beschut. Een boekblok wordt met een paar schutvellen in een boekomslag vastgelijmd. Als schutvellen kunnen dienen het eerste blad van het eerste katern plus het laatste blad van het laatste katern. In dat geval zijn de schutvellen met het boekblok meegenaaid. Of er worden twee dubbelgevouwen vellen als schutvellen gebruikt. In dat geval worden losse schutvellen - die van een andere papiersoort kunnen zijn dan het boek - met een smalle reep lijm langs de rug tegen de voor- respectievelijk achterzijde van het boekblok gelijmd. 
De schutvellen, die het boekblok beschutten, worden met de volle bladspiegel op het voorplat en achterplat van de omslag gelijmd. Dit wordt wel het inhangen van een boek genoemd.
Na het voorste schutblad of schutvel volgt meestal een Franse titelpagina met een korte titel van het boek.
Het schutblad is soms bladzijde 1 van een boek, de lege achterkant is dan bladzijde 2. Soms begint de paginanummering op de eerste bladzijde van het eerste hoofdstuk en worden de pagina's vóór die bladzijde (vanaf de titelpagina) met Romeinse cijfers genummerd of worden aan hen geen nummers toegekend.

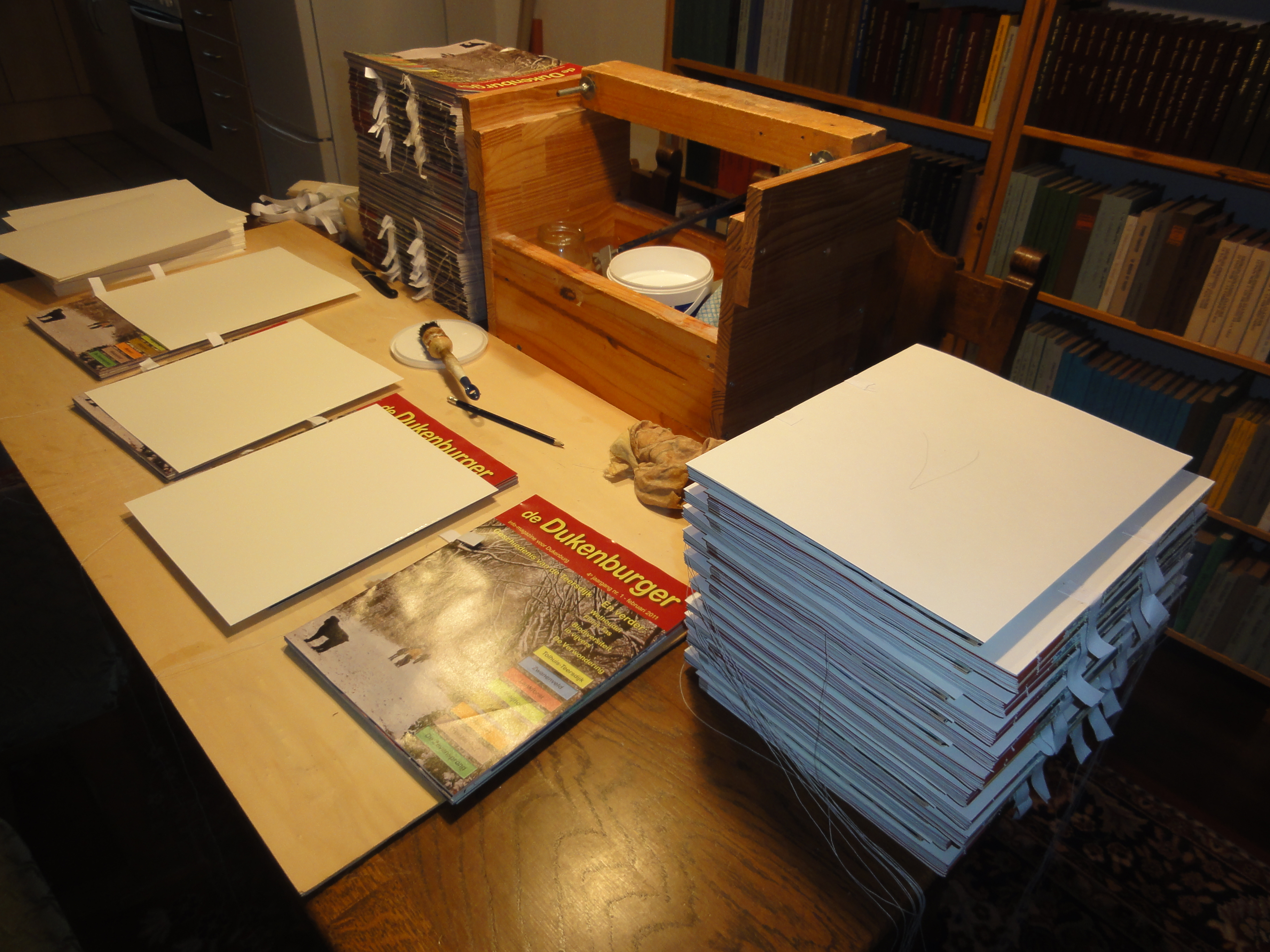
Het aanbrengen van schutvellen op boekblokken.
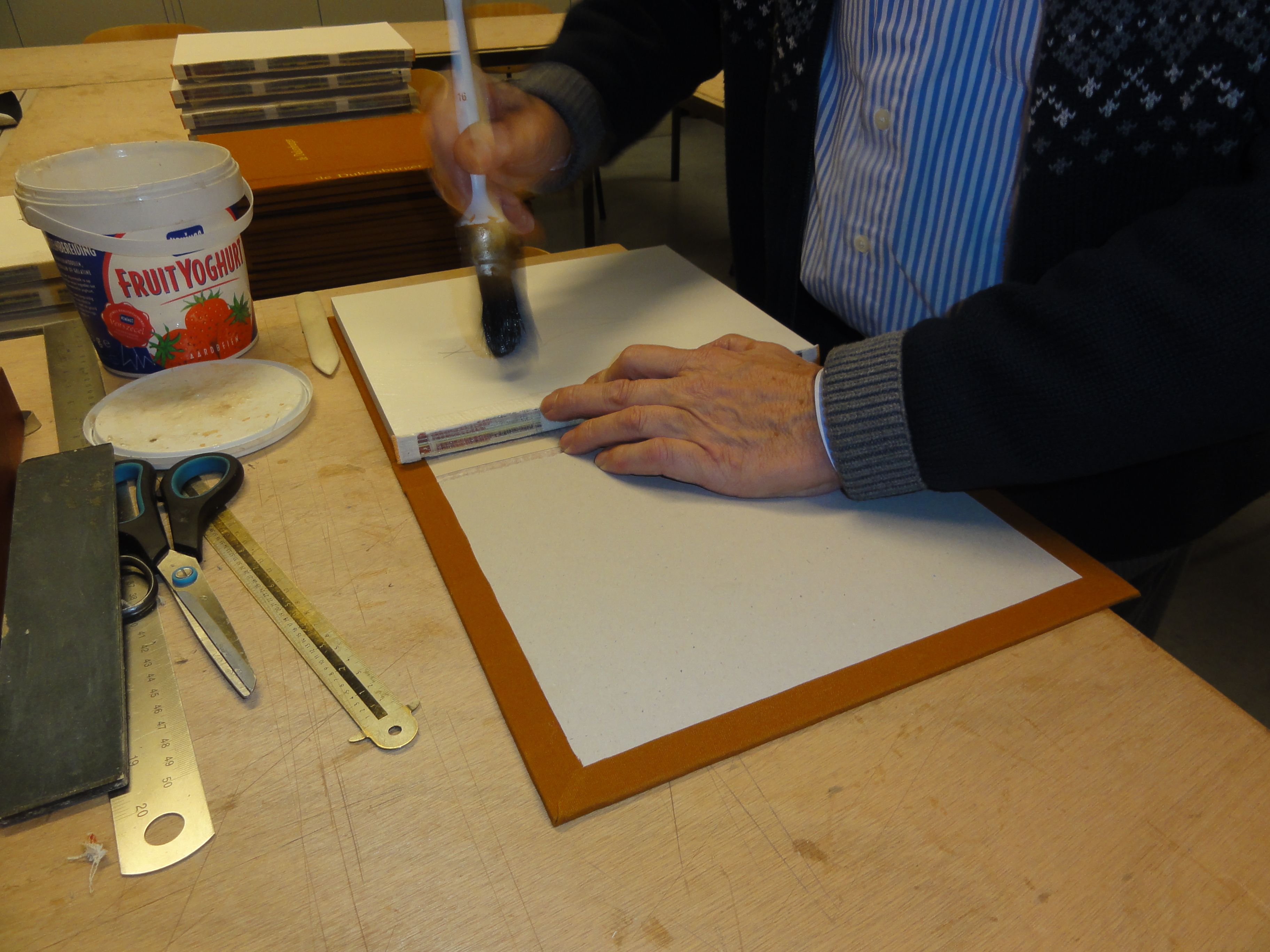
Het inhangen van het boekblok in de band: de schutbladen worden met lijm ingesmeerd.